# مدار ۲۹ درجه شمالی
مدار ۲۹ درجه شمالی، دایره‌ای از عرض جغرافیایی است که در ۲۹ درجهٔ شمالی خط استوا  قرار دارد.

## گذر از مناطق
از نصف‌النهار مبدأ شروع می‌شود و به سمت مشرق ۲۹ درجه شمالی از موارد زیر گذر می‌کند:
| مختصات‌ها                                             | کشور، قلمرو یا دریا | توضیحات |
| ---------------------------------------------------- | ------------------- | --- |
| ۲۹°۰′ شمالی ۰°۰′ شرقی / ۲۹٫۰۰۰°شمالی ۰٫۰۰۰°شرقی      | الجزایر             | |
| ۲۹°۰′ شمالی ۹°۵۲′ شرقی / ۲۹٫۰۰۰°شمالی ۹٫۸۶۷°شرقی     | لیبی                | |
| ۲۹°۰′ شمالی ۲۵°۰′ شرقی / ۲۹٫۰۰۰°شمالی ۲۵٫۰۰۰°شرقی    | مصر                 | |
| ۲۹°۰′ شمالی ۳۲°۳۷′ شرقی / ۲۹٫۰۰۰°شمالی ۳۲٫۶۱۷°شرقی   | دریای سرخ           | خلیج سوئز |
| ۲۹°۰′ شمالی ۳۳°۱۱′ شرقی / ۲۹٫۰۰۰°شمالی ۳۳٫۱۸۳°شرقی   | مصر                 | شبه‌جزیره سینا |
| ۲۹°۰′ شمالی ۳۴°۴۱′ شرقی / ۲۹٫۰۰۰°شمالی ۳۴٫۶۸۳°شرقی   | دریای سرخ           | خلیج ایلات |
| ۲۹°۰′ شمالی ۳۴°۵۲′ شرقی / ۲۹٫۰۰۰°شمالی ۳۴٫۸۶۷°شرقی   | عربستان سعودی       | |
| ۲۹°۰′ شمالی ۴۷°۲۷′ شرقی / ۲۹٫۰۰۰°شمالی ۴۷٫۴۵۰°شرقی   | کویت                | |
| ۲۹°۰′ شمالی ۴۸°۱۰′ شرقی / ۲۹٫۰۰۰°شمالی ۴۸٫۱۶۷°شرقی   | خلیج فارس           | |
| ۲۹°۰′ شمالی ۵۰°۵۶′ شرقی / ۲۹٫۰۰۰°شمالی ۵۰٫۹۳۳°شرقی   | ایران               | |
| ۲۹°۰′ شمالی ۶۱°۳۱′ شرقی / ۲۹٫۰۰۰°شمالی ۶۱٫۵۱۷°شرقی   | پاکستان             | ایالت بلوچستان پاکستان پنجاب (پاکستان) |
| ۲۹°۰′ شمالی ۷۲°۵۱′ شرقی / ۲۹٫۰۰۰°شمالی ۷۲٫۸۵۰°شرقی   | هند                 | راجستان هاریانا اوتار پرادش اوتاراکند |
| ۲۹°۰′ شمالی ۸۰°۸′ شرقی / ۲۹٫۰۰۰°شمالی ۸۰٫۱۳۳°شرقی    | نپال                | |
| ۲۹°۰′ شمالی ۸۴°۹′ شرقی / ۲۹٫۰۰۰°شمالی ۸۴٫۱۵۰°شرقی    | چین                 | منطقه خودمختار تبت |
| ۲۹°۰′ شمالی ۹۴°۱۰′ شرقی / ۲۹٫۰۰۰°شمالی ۹۴٫۱۶۷°شرقی   | هند                 | آروناچال پرادش - claimed by چین |
| ۲۹°۰′ شمالی ۹۶°۱۱′ شرقی / ۲۹٫۰۰۰°شمالی ۹۶٫۱۸۳°شرقی   | چین                 | Tibet, for about 12km |
| ۲۹°۰′ شمالی ۹۶°۱۸′ شرقی / ۲۹٫۰۰۰°شمالی ۹۶٫۳۰۰°شرقی   | هند                 | آروناچال پرادش - for about 17km, claimed by چین |
| ۲۹°۰′ شمالی ۹۶°۲۹′ شرقی / ۲۹٫۰۰۰°شمالی ۹۶٫۴۸۳°شرقی   | چین                 | Tibet یون‌نان (for about 14km) سیچوآن چونگ‌کینگ گوئیژو Chongqing (for about 10km) Guizhou Chongqing هونان جیانگشی چجیانگ                                                                |
| ۲۹°۰′ شمالی ۱۲۱°۴۱′ شرقی / ۲۹٫۰۰۰°شمالی ۱۲۱٫۶۸۳°شرقی | دریای چین شرقی      | Passing between the islands of Kaminonejima (at ۲۸°۵۰′ شمالی ۱۲۹°۰۰′ شرقی / ۲۸٫۸۳۳°شمالی ۱۲۹٫۰۰۰°شرقی) and Takarajima (at ۲۹°۷′ شمالی ۱۲۹°۱۳′ شرقی / ۲۹٫۱۱۷°شمالی ۱۲۹٫۲۱۷°شرقی), ژاپن |
| ۲۹°۰′ شمالی ۱۲۹°۷′ شرقی / ۲۹٫۰۰۰°شمالی ۱۲۹٫۱۱۷°شرقی  | اقیانوس آرام        | |
| ۲۹°۰′ شمالی ۱۱۸°۲۳′ غربی / ۲۹٫۰۰۰°شمالی ۱۱۸٫۳۸۳°غربی | مکزیک               | جزیره گوادلوپ (مکزیک) |
| ۲۹°۰′ شمالی ۱۱۸°۱۸′ غربی / ۲۹٫۰۰۰°شمالی ۱۱۸٫۳۰۰°غربی | اقیانوس آرام        | |
| ۲۹°۰′ شمالی ۱۱۴°۳۶′ غربی / ۲۹٫۰۰۰°شمالی ۱۱۴٫۶۰۰°غربی | مکزیک               | باخا کالیفرنیا |
| ۲۹°۰′ شمالی ۱۱۳°۳۳′ غربی / ۲۹٫۰۰۰°شمالی ۱۱۳٫۵۵۰°غربی | خلیج کالیفرنیا      | |
| ۲۹°۰′ شمالی ۱۱۳°۸′ غربی / ۲۹٫۰۰۰°شمالی ۱۱۳٫۱۳۳°غربی  | مکزیک               | جزیره آنخل ده لا گواردا (southernmost tip, for about 2km) |
| ۲۹°۰′ شمالی ۱۱۳°۷′ غربی / ۲۹٫۰۰۰°شمالی ۱۱۳٫۱۱۷°غربی  | خلیج کالیفرنیا      | |
| ۲۹°۰′ شمالی ۱۱۲°۳۰′ غربی / ۲۹٫۰۰۰°شمالی ۱۱۲٫۵۰۰°غربی | مکزیک               | Tiburón Island and the mainland |
| ۲۹°۰′ شمالی ۱۰۳°۱۷′ غربی / ۲۹٫۰۰۰°شمالی ۱۰۳٫۲۸۳°غربی | ایالات متحده آمریکا | تگزاس - for about 17km |
| ۲۹°۰′ شمالی ۱۰۳°۷′ غربی / ۲۹٫۰۰۰°شمالی ۱۰۳٫۱۱۷°غربی  | مکزیک               | |
| ۲۹°۰′ شمالی ۱۰۰°۳۹′ غربی / ۲۹٫۰۰۰°شمالی ۱۰۰٫۶۵۰°غربی | ایالات متحده آمریکا | تگزاس |
| ۲۹°۰′ شمالی ۹۵°۱۳′ غربی / ۲۹٫۰۰۰°شمالی ۹۵٫۲۱۷°غربی   | خلیج مکزیک          | |
| ۲۹°۰′ شمالی ۸۹°۲۲′ غربی / ۲۹٫۰۰۰°شمالی ۸۹٫۳۶۷°غربی   | ایالات متحده آمریکا | Mississippi River Delta, لوئیزیانا |
| ۲۹°۰′ شمالی ۸۹°۹′ غربی / ۲۹٫۰۰۰°شمالی ۸۹٫۱۵۰°غربی    | خلیج مکزیک          | |
| ۲۹°۰′ شمالی ۸۲°۴۶′ غربی / ۲۹٫۰۰۰°شمالی ۸۲٫۷۶۷°غربی   | ایالات متحده آمریکا | فلوریدا |
| ۲۹°۰′ شمالی ۸۰°۵۲′ غربی / ۲۹٫۰۰۰°شمالی ۸۰٫۸۶۷°غربی   | اقیانوس اطلس        | Passing just north of the island of لا پالما (جزیره) (at ۲۸°۵۱′ شمالی ۱۷°۵۴′ غربی / ۲۸٫۸۵۰°شمالی ۱۷٫۹۰۰°غربی), اسپانیا                                                                |
| ۲۹°۰′ شمالی ۱۳°۴۹′ غربی / ۲۹٫۰۰۰°شمالی ۱۳٫۸۱۷°غربی   | اسپانیا             | Island of لانزاروته |
| ۲۹°۰′ شمالی ۱۳°۲۹′ غربی / ۲۹٫۰۰۰°شمالی ۱۳٫۴۸۳°غربی   | اقیانوس اطلس        | |
| ۲۹°۰′ شمالی ۱۰°۳۳′ غربی / ۲۹٫۰۰۰°شمالی ۱۰٫۵۵۰°غربی   | مراکش               | |
| ۲۹°۰′ شمالی ۸°۱۴′ غربی / ۲۹٫۰۰۰°شمالی ۸٫۲۳۳°غربی     | الجزایر             | |